# Guyanský dolar
Guyanský dolar je zákonným platidlem jihoamerického státu Guyana. Jeho ISO 4217 kód je GYD. Jedna setina dolaru se nazývá cent. Název „dolar“ má guyanská měna společný s několika dalšími měnami po celém světě. 

## Mince a bankovky
- Mince, které jsou v současnosti v oběhu, mají nominální hodnoty 1, 5 a 10 dolarů.
- Bankovky jsou tisknuty v hodnotách 20, 100, 500, 1000 a  5000 dolarů.